# Магазейная улица (Пушкин)
Магазе́йная улица — улица в городе Пушкине (Пушкинский район Санкт-Петербурга). Проходит от Школьной и Дворцовой улицы до Госпитальной улицы.

## История
Название Магазейная улица появилось в начале XIX века по располагавшимся вдоль неё магазейнам (складам-магазинам). В 1911 году существовал также вариант Магазинная улица.
4 сентября 1919 года её переименовали в улицу Ка́рла Ли́бкнехта — в честь одного из основателей компартии Германии К. Либкнехта. 23 апреля 1923 года она стала улицей Ка́рла Ма́ркса — в честь основоположника теории научного коммунизма К. Маркса. Ранее его имя некоторое время носила Дворцовая улица.
7 июля 1993 года улице вернули историческое название — Магазейная улица.

## Перекрёстки

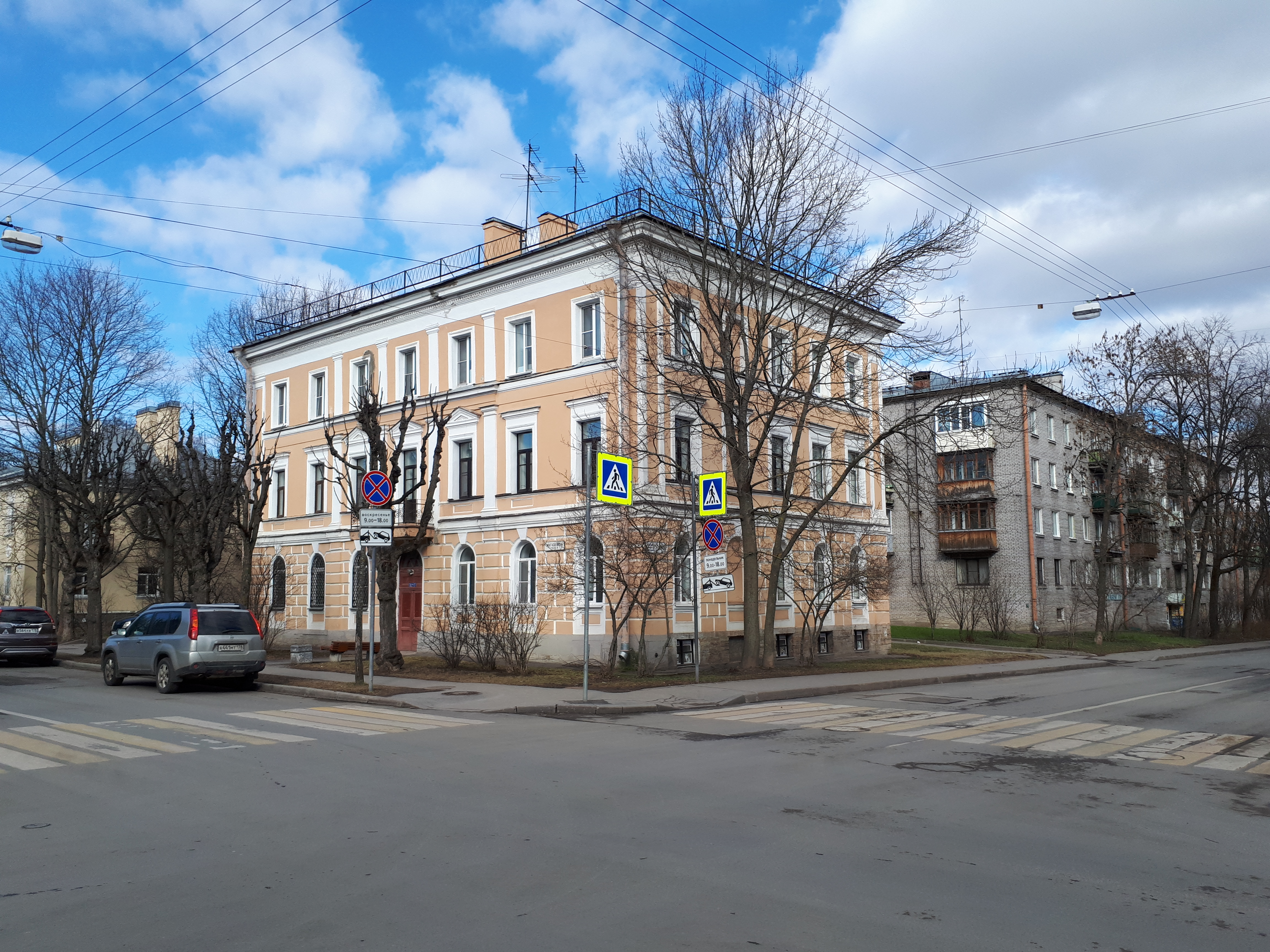
Дом Гасселя (Магазейная улица, 38 / Леонтьевская улица, 42)

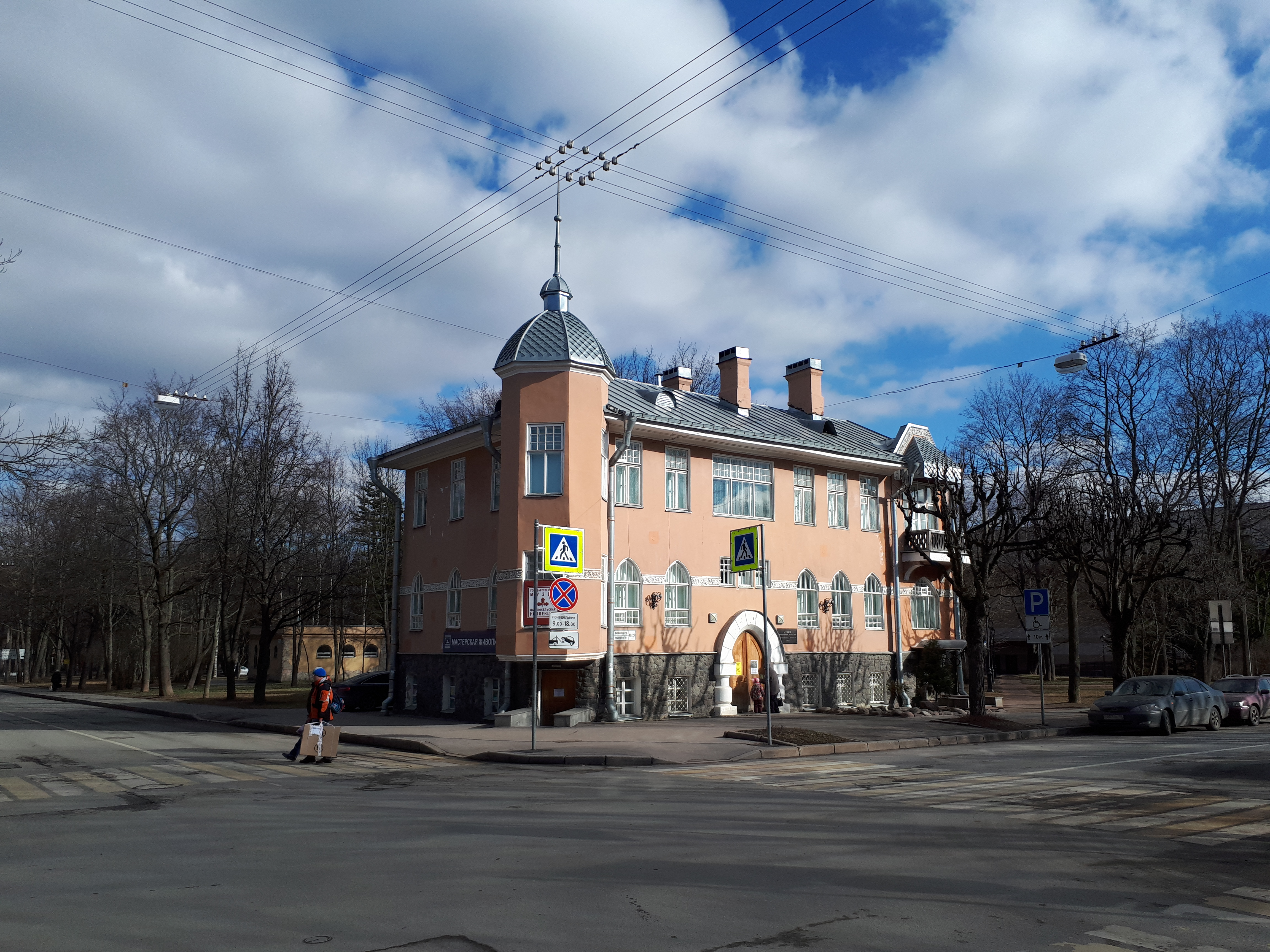
Дом Стеткевич (Магазейная улица, 40 / Леонтьевская улица, 27)

- Дворцовая улица / Школьная улица
- Церковная улица
- Леонтьевская улица
- Оранжерейная улица
- Конюшенная улица
- Госпитальная улица

## Здания и сооружения
По нечётной стороне
- дом 7/28 — дом усадьбы Беломоина
- дом 35/33 — дом Белозёровых

По чётной стороне
- дом 22/30 — особняк Кобыльской-Власьевой
- дом 38/42 — дом Гасселя
- дом 40/27 — дом Стеткевич, ныне музей «Царскосельская коллекция»
- дом 42 — кинотеатр «Руслан», ныне Дом молодёжи «Царскосельский»
- дом 50/37 — дом Теплова
- дом 52 — Царскосельское уездное казначейство